# Nikołaj Bauman
Nikołaj Ernestowicz Bauman (ros. Никола́й Эрне́стович Ба́уман; ur. 5 marca?/17 marca 1873 w Kazaniu, zm.  18 października?/31 października 1905 w Moskwie) – rosyjski rewolucjonista. Działacz bolszewickiego skrzydła RSDPR.

## Życiorys

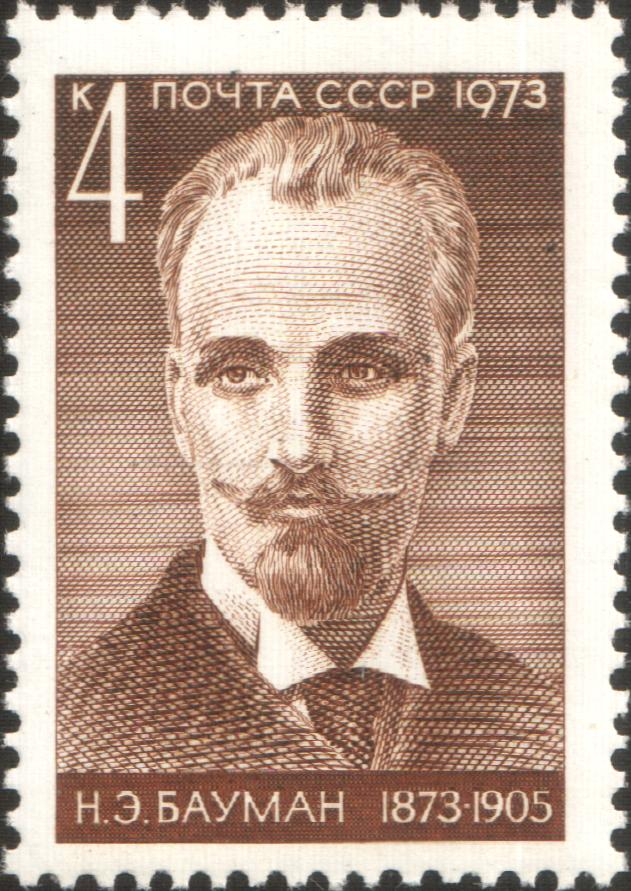
Radziecki znaczek pocztowy z 1973 roku z podobizną N. E. Baumana

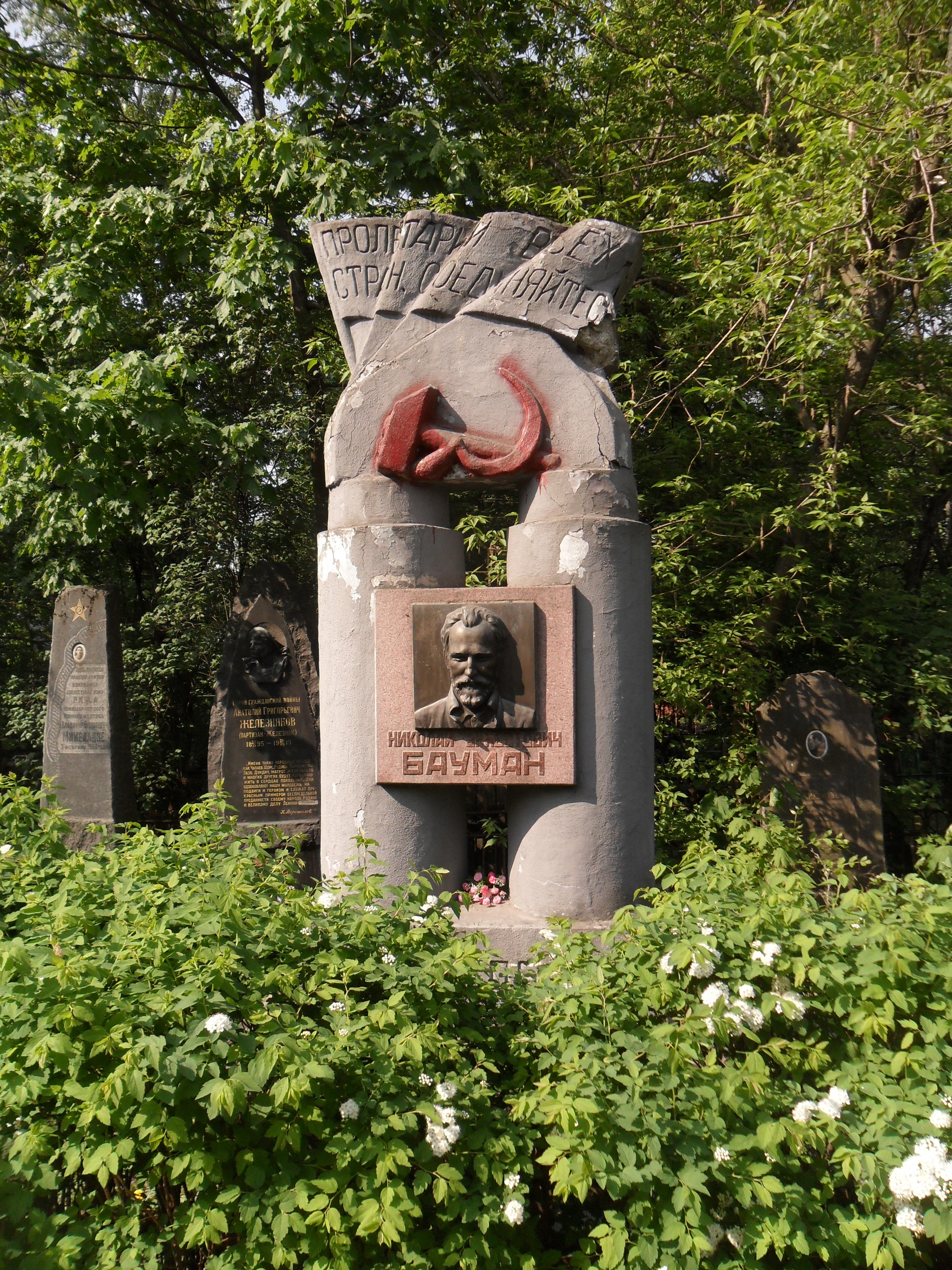
Grób Nikołaja Baumana na Cmentarzu Wagańkowskim

Był synem stolarza, z pochodzenia - Niemca bałtyckiego. Ukończył studia w instytucie weterynaryjnym w rodzinnym Kazaniu w 1895 r. i tam też zaczął działać w ruchu socjalistycznym. Bezpośrednio po uzyskaniu dyplomu wyjechał do guberni saratowskiej, gdzie bez powodzenia prowadził agitację wśród chłopów, następnie udał się do Petersburga. W latach 1896–1897 był członkiem Związku Walki o Wyzwolenie Klasy Robotniczej w Petersburgu, kilkakrotnie był aresztowany i skazywany na zesłanie. W 1899 r. zbiegł z zesłania w guberni wiackiej do Szwajcarii, gdzie wspólnie z Leninem tworzył gazetę "Iskra". Na polecenie Lenina w 1901 r. wrócił do Rosji, udał się do Moskwy i wszedł do moskiewskiego komitetu Rosyjskiej Socjaldemokratycznej Partii Robotniczej Rosji. Od 1903 r. stał na czele moskiewskiej organizacji bolszewików i na czele Biura Północnego Komitetu Centralnego partii. Brał udział w II zjeździe partii jako delegat moskiewskiej organizacji partyjnej.
Aresztowany w czerwcu 1904 r. i osadzony w więzieniu na Tagance w Moskwie, został zwolniony w sierpniu roku następnego. 18 października 1905 r. zginął z rąk zwolennika Czarnej Sotni. 
Jego pogrzeb był wielką demonstracją polityczną zwolenników RSDPRR; przyczynił się do dalszego wzrostu nastrojów rewolucyjnych w mieście, których kulminacją stało się zbrojne powstanie w grudniu 1905 r. Lenin osobiście napisał nekrolog Baumana. Nikołaj Bauman został pochowany na Cmentarzu Wagańkowskim w Moskwie.

## Upamiętnienie
- Moskiewski Państwowy Uniwersytet Techniczny im. N.E. Baumana (MGTU)[1]
- Baumanskaja (stacja metra)
- ulica i plac w Moskwie, dawniej także rejon Moskwy[1]
- w okresie radzieckim ulica w Kijowie (w 2017 r. przemianowana)[5]